# Полет 93
„Полет 93“ (на английски: United 93) е документална драма от 2006 г., написан и режисиран от Пол Грийнграс. Филмът показва събитията на борда на Полет 93 на „Юнайтед Еърлайнс“ – един от четирите отвлечени самолета по време на атентатите от 11 септември 2001 г. и единственият, който не удря целта си, поради намесата на пътниците и екипажа.